# خيضوريات متشجرة
الخيضوريات المتشجرة (الاسم العلمي:Chlorodendrales) هي رتبة من طحالب خضراء تتبع طائفة الخيضورانية المتشجرة.

## التصنيف
- رتبة الخيضوريات المتشجرة
  - فصيلة الخيضورات المتشجرة
    - جنس الخيضور المتشجر
    - جنس الشرفلية